# Želivského metróállomás
Želivského egy metróállomás Prágában a prágai A metró vonalán.

## Szomszédos állomások
A metróállomáshoz az alábbi állomások vannak a legközelebb:
- Flora (Nemocnice Motol)
- Strašnická (Depo Hostivař)

## Átszállási kapcsolatok
| A (Nemocnice Motol ↔ Depo Hostivař) |                                                                 |                         |
| Állomás                             | Átszállási kapcsolatok                                          | Fontosabb létesítmények |
| Želivského                          | 124, 139, 150, 155, 163, 188, 213 5, 10, 11, 13, 16, 26, 91, 98 |                         |